# Srédéts (Bourgas)
Pour l’article homonyme, voir Srédéts.
Srédéts (en bulgare Средец) est une ville située dans le sud-est de la Bulgarie.

## Géographie
La ville de Srédéts est située dans le sud-est de la Bulgarie, à 365 km à l'est de la capitale - Sofia - et à 30 km au sud-ouest de la capitale régionale Bourgas.
La ville est le chef-lieu de la commune de Srédéts, qui fait partie de la région de Bourgas.

## Histoire
La localité de Srédéts est apparue à proximité d'un village de l'Antiquité - habité par des tribus Thraces (Odryses, Scyrmiades) - dont il ne reste que très peu d'éléments archéologiques. Après la conquête romaine au début du Ier siècle, la région a fait partie de la province de Thrace (46) puis de celle de Hémimont (297).
La localité actuelle est mentionnée, pour la première fois, dans un écrit turc de 1595. Sous la domination ottomane, le village porte le nom de Karabounar (Puits noir). Il est mentionné dans des registres ottomans de 1676 et de 1731 ainsi que dans les récits de plusieurs voyageurs, des XVIIe siècle et XVIIIe siècle, utilisant l'une des routes vers Istanbul. Saint Sofronii de Vratsa y enseigna de 1792 à 1794.
À compter du XIXe siècle, le village devient progressivement un centre commercial est ceci continue après la libération de la région, le 16 février 1878 par le 93e régiment d'infanterie d'Irkoutsk, de l'occupation ottomane. Intégrée à la province autonome de Roumélie orientale en 1878, la localité suit le sort politique de la province et rejoint la Principauté de Bulgarie en 1885.
Le village a été renommé Srédéts en 1934 et Groudovo en 1959. La localité obtient le statut de ville en 1960. Par décret présidentiel pris en 1992, la ville a retrouvé le nom de Srédéts.

## Maires
| - 1878 - 1893 Kosta Gavrilov - 1893 - 1897 Todor Prodanov - 1897 - 1898 Dimo Gospodinov - 1898 - 1899 Kosta Stoïtchév - 1899 - 1899 Dimo Gospodinov - 1899 - 1900 Aléxi Kokalankov - 1900 - 1903 ? - 1903 - 1904 Ivan Iordanov - 1904 - 1904 Kosta Stoïtchév - 1904 - 1904 Ivan Iordanov - 1904 - 1907 Aléxi Kokalankov - 1907 - 1911 Kosta Stoïtchév - 1911 - 1913 Yani Yanév - 1913 - 1918 Aléxi Kokalankov - 1918 - 1920 Kostadin Batchvarov - 1920 - 1922 Urdan Tchorbadjiév - 1922 - 1922 Todor Groudov - 1922 - 1922 Urdan Tchorbadjiév | - 1922 - 1923 Néant - 1923 - 1923 Marintcho Stoïanov - 1923 - 1923 Marintcho Stoïanov - 1923 - 1926 Yani Yanév - 1926 - 1928 Yani Yanév - 1928 - 1930 ? - 1930 - 1930 Marintcho Stoïanov - 1930 - 1931 Jéliazko Natchév - 1930 - 1931 Panaïot Amélév - 1931 - 1931 Kostadin Kostov - 1931 - 1932 Panaïot Amélév - 1932 - 1934 Panaïot Amélév - 1934 - 1937 Kosta Radév - 1937 - 1937 Ivan Ivanov - 1937 - 1937 Dimitar Kovatchév - 1937 - 1940 ? - 1940 - 1944 Stéfan Stéfanov | - 1944 - 1946 Hristo Guérguiév - 1946 - 1950 Stoïko Chivarov (PCB) - 1951 - 1953 Haralampi Zgourafov (PCB) - 1953 - 1954 Péntcho Péntchév (PCB) - 1954 - 1956 Haralampi Zgourafov (PCB) - 1956 - 1959 Haralampi Zgourafov (PCB) - 1959 - 1962 Haralampi Zgourafov (PCB) - 1962 - 1964 Boïo Boév (PCB) - 1964 - 1971 Péntcho Péntchév (PCB) - 1971 - 1990 Dimitar Kitchév (PCB) | - 1990 - 1999 Boïtcho Koléliév - 1999 - 2003 Néntcho Néntchév - 2003 - 20.. Todor Stantchév (PSB) |

## Galerie

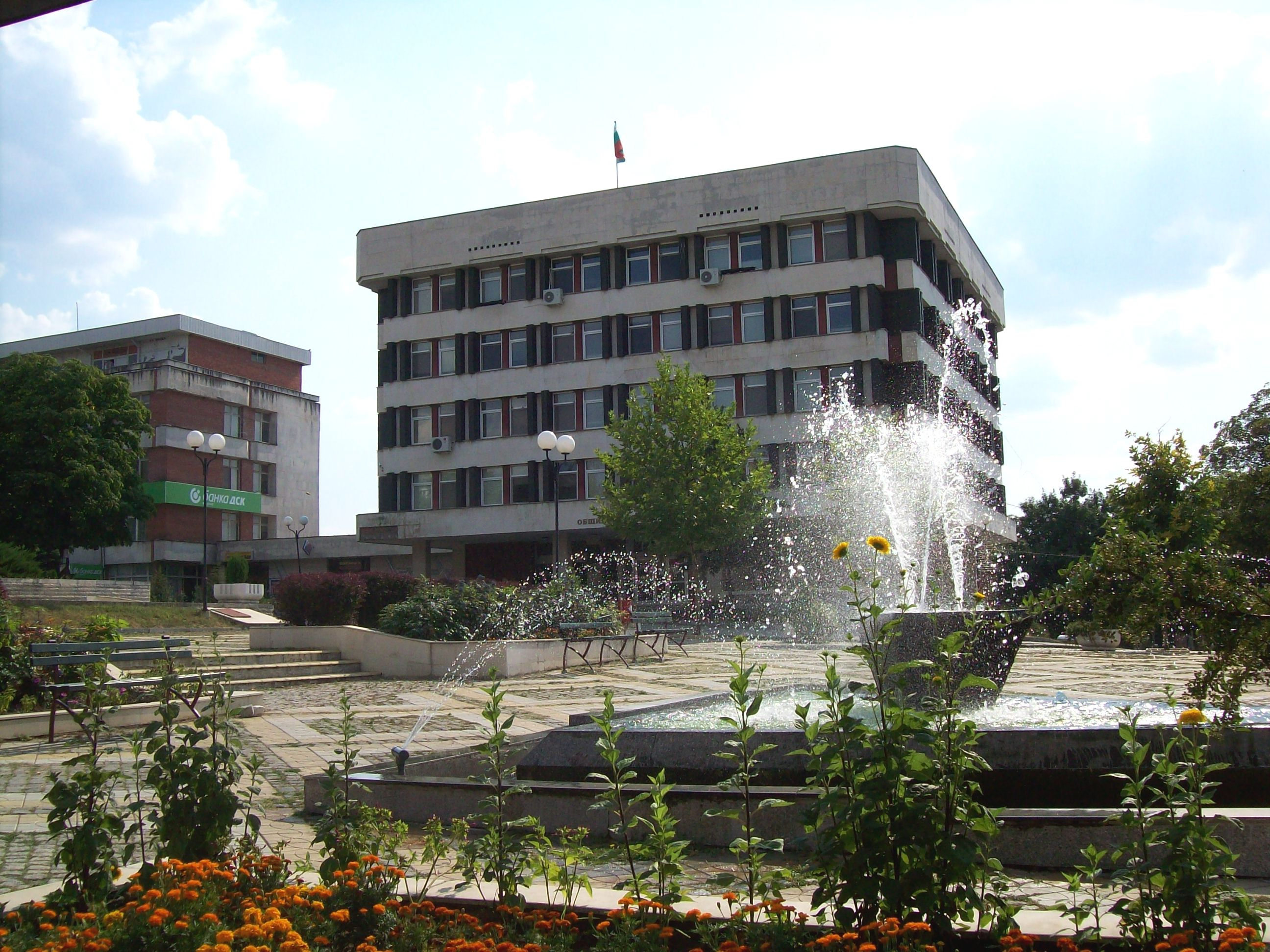
La mairie de Srédéts.
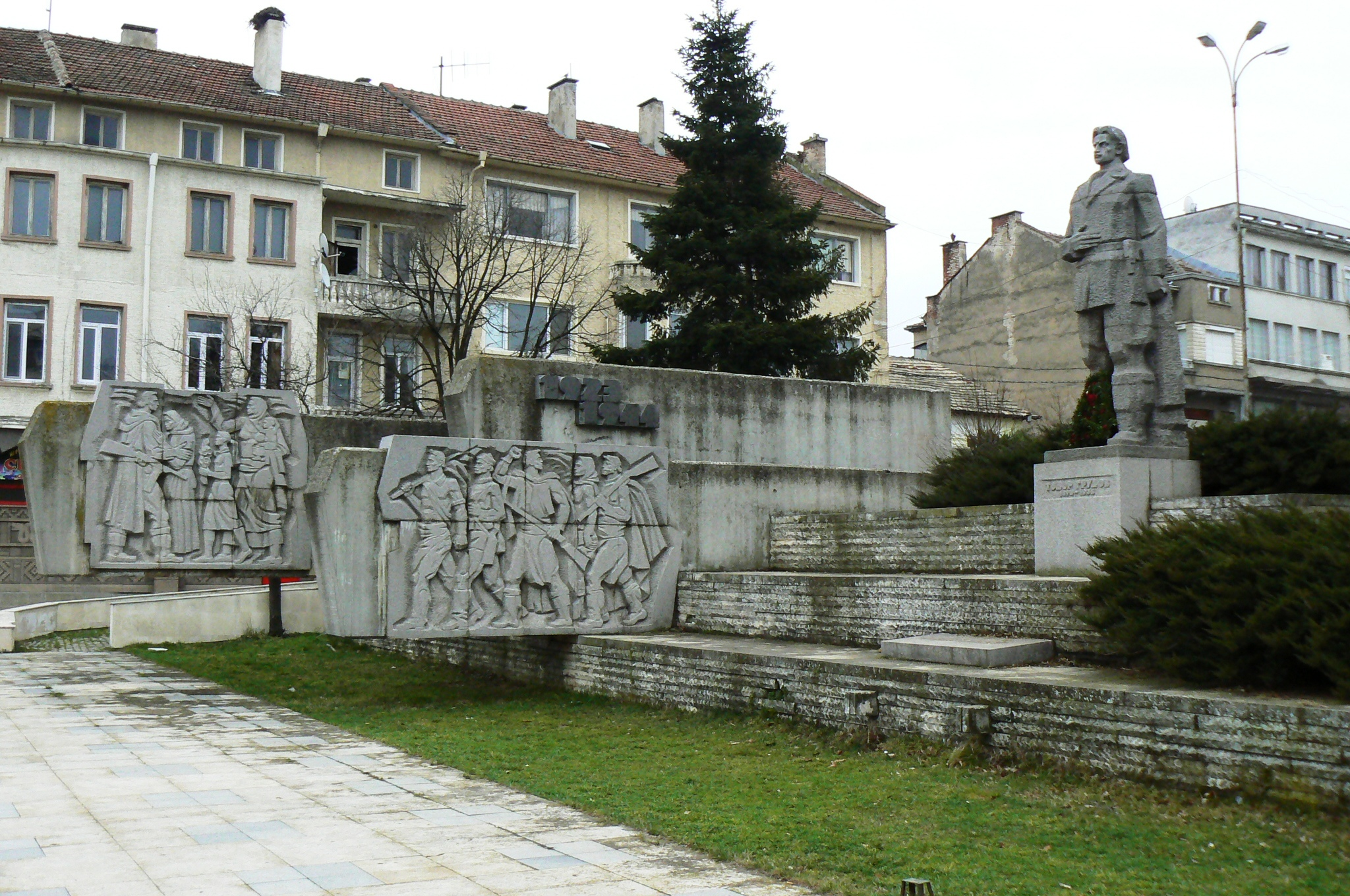
Monument commémorative dédié à Todor Groudov.
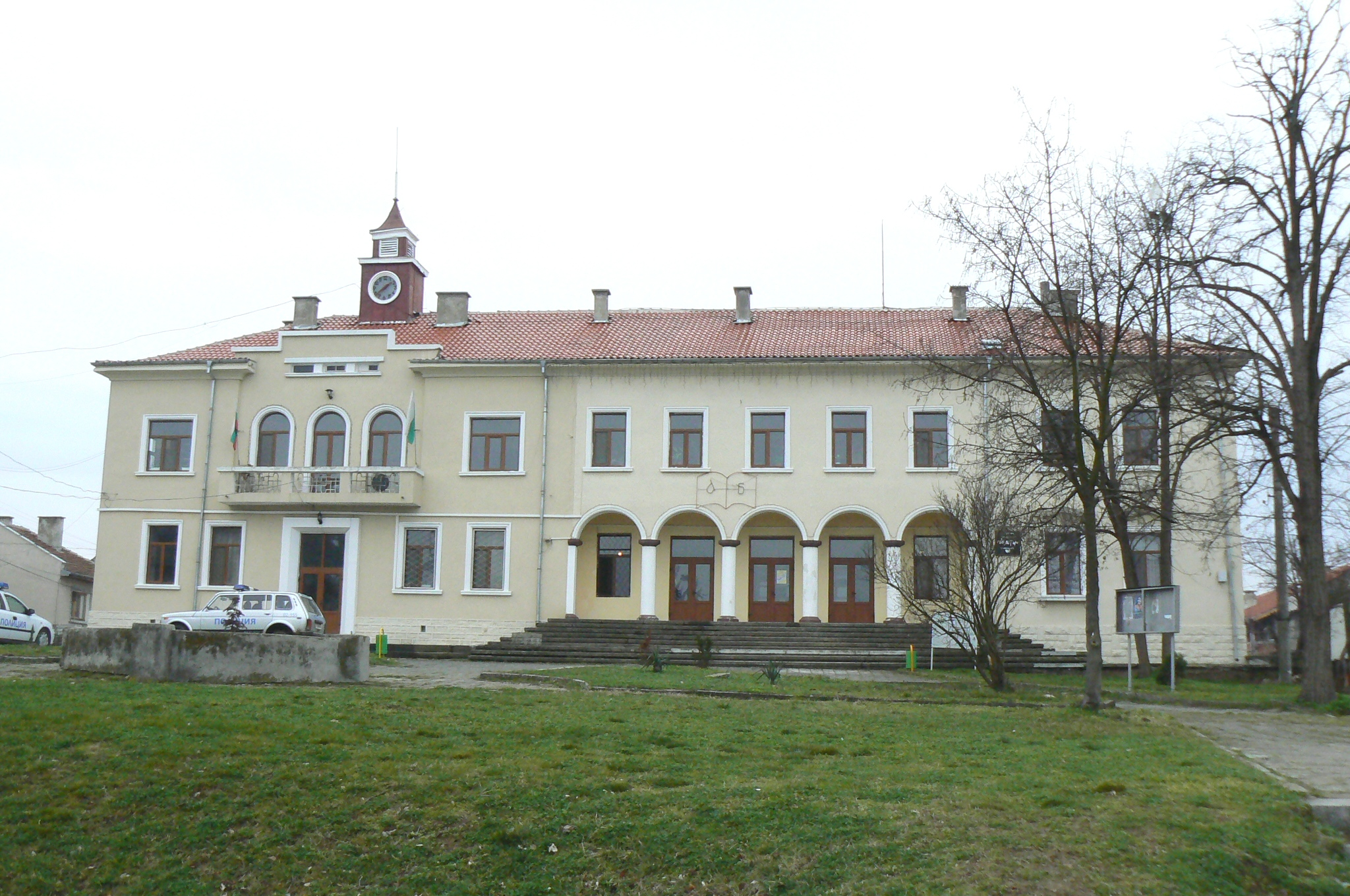
La bibliothèque municipale.
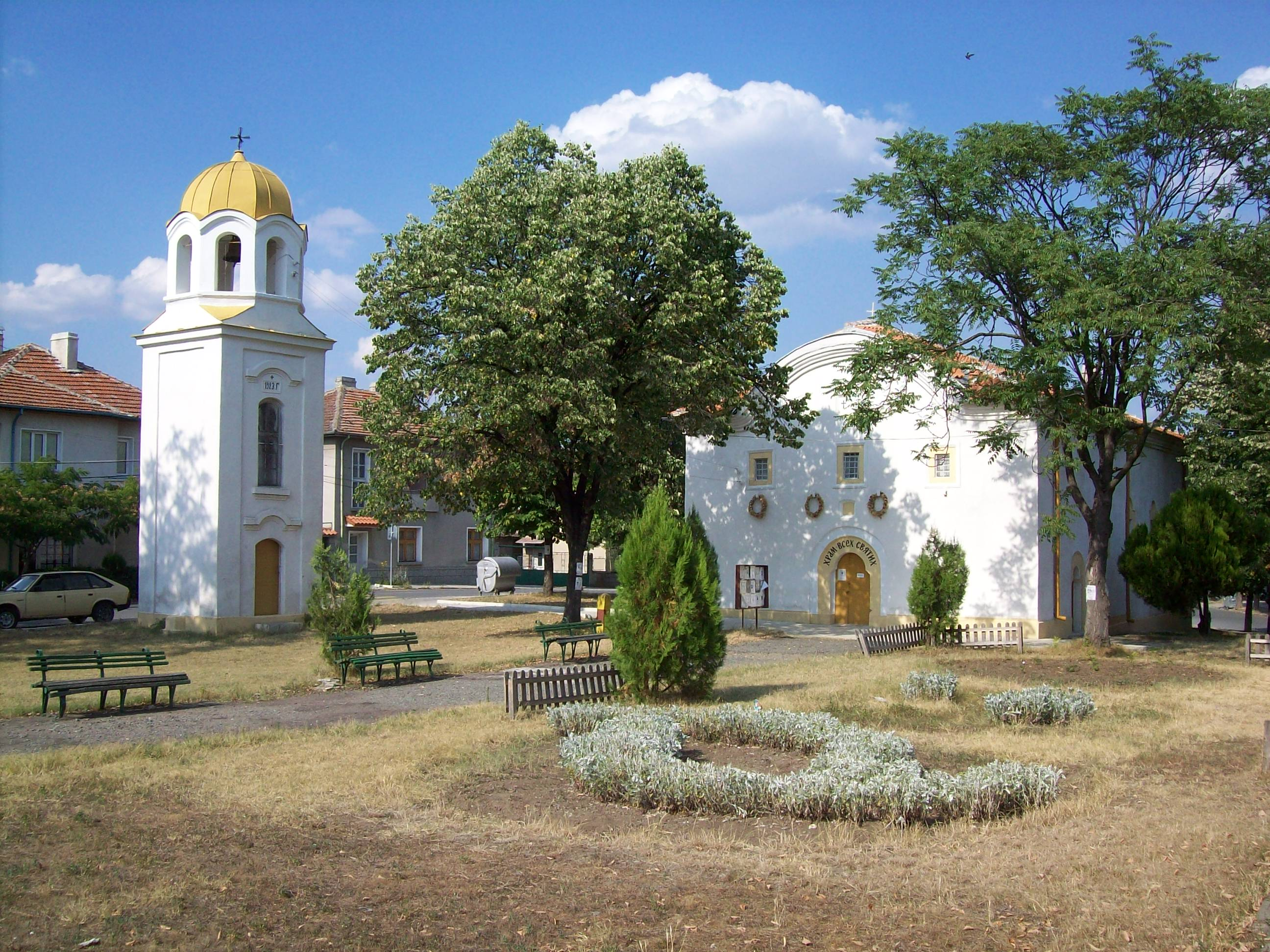
L'église Svéh Sviatih (de tous les saints).